# Етиопија на Светском првенству у атлетици у дворани 2012.
Етиопија је на Светском првенству у атлетици у дворани 2012. одржаном у Истанбулу од 9. до 11. марта учествовала четрнаести пут, односно, учествовала је на свим првенствима до данас. Репрезентацију Етиопије представљала су десет такмичара (5 мушкарца и 5 жена), који су се такмичили у три дисциплине.
На овом првенству Етиопија је по броју освојених медаља заузела 3. место са пет освојених медаља (две златне, једна сребрна и две бронзане). У табели успешности (према броју и пласману такмичара који су учествовали у финалним такмичењима (првих 8 такмичара)) Етиопија је са 9 учесника у финалу заузела 4. место са 52 бода. Поред тога оборена су два лична рекорда.

## Учесници
| Мушкарци: - Мохамед Аман — 800 м - Меконен Гебремедин — 1.500 м - Бетвел Бирген — 1.500 м - Јенев Аламирев — 3.000 м - Дејен Гебремескел — 3.000 м | Жене: - Фанту Магисо — 800 м - Гензебе Дибаба — 1.500 м - Тизита Богале — 1.500 м - Месерет Дефар — 3.000 м - Гелете Бурка — 3.000 м |  |

## Освајачи медаља (5)

### Злато (2)
- Мохамед Аман — 800 м
- Гензебе Дибаба — 3.000 м

### Сребро (1)
- Месерет Дефар — 3.000 м

### Бронза (2)
- Меконен Гебремедин — 1.500 м
- Гелете Бурка — 3.000 м

## Резултати

### Мушкарци
| Атлетичар          | Дисциплина | Лични рекорд | Квалификације | Квалификације | Полуфинале | Полуфинале | Финале   | Финале | Детаљи |
| Атлетичар          | Дисциплина | Лични рекорд | Резултат      | Место         | Резултат   | Место      | Резултат | Место  | Детаљи |
| ------------------ | ---------- | ------------ | ------------- | ------------- | ---------- | ---------- | -------- | ------ | ------ |
| Мохамед Аман       | 800 м      | 1:45,15      | 1:50,56 КВ    | 2. у гр. 3    | 1:48,07 КВ | 1. у гр. 1 | 1:48,36  |        |        |
| Меконен Гебремедин | 1.500 м    | 3:34,89      | 3:39,16 КВ    | 2. у гр. 2    |            |            | 3:45,90  |        |        |
| Аман Воте          | 1.500 м    | 3:37,08      | 3:42,24 КВ    | 4. у гр. 1    | 3:47,02    | 4 / 23     |          |        |        |
| Јенев Аламирев     | 3.000 м    | 7:27,80      | 7:49,92 КВ    | 4. у гр. 1    | 7:45,15    | 9 / 21     |          |        |        |
| Дејен Гебремескел  | 3.000 м    | 7:34,14      | 7:57,69 КВ    | 4. у гр. 2    | 7:42,60    | 4 / 21     |          |        |        |

### Жене
| Атлетичарка    | Дисциплина | Лични рекорд | Квалификације  | Квалификације | Финале     | Финале      | Детаљи |
| Атлетичарка    | Дисциплина | Лични рекорд | Резултат       | Место         | Резултат   | Место       | Детаљи |
| -------------- | ---------- | ------------ | -------------- | ------------- | ---------- | ----------- | ------ |
| Фанту Магисо   | 800 м      |              | 2:01,69 КВ, ЛР | 1. у гр. 2    | 2:00,30 ЛР | 4 / 16 (18) |        |
| Тизита Богале  | 1.500 м    | 4:06,01      | 4:08,91 КВ     | 3. у гр. 2    | 4:10,98    | 6 / 15      |        |
| Гензебе Дибаба | 1.500 м    | 4:00,13      | 4:11,17 КВ     | 1. у гр. 1    | 4:05,78    |             |        |
| Месерет Дефар  | 3.000 м    | 8:23,72      | 9:11,76 КВ     | 1. у гр. 1    | 8:38,26    |             |        |
| Гелете Бурка   | 3.000 м    | 8:31,94      | 9:01,32 КВ     | 1. у гр. 2    | 8:40,18    |             |        |